# 편혜영
편혜영(片惠英, 1972년~)은 대한민국의 소설가이다.

## 삶
서울에서 태어났으며, 서울예대 문예창작과를 졸업하고 한양대학교 국어국문학과 대학원 석사과정을 졸업했다. 2000년 서울신문 신춘문예에 단편소설 〈이슬털기〉가 당선되면서 데뷔했다. 2007년 단편소설 〈사육장 쪽으로〉로 제40회 한국일보문학상을, 2009년 단편소설 〈토끼의 묘〉로 제10회 이효석문학상을, 2012년 소설집 〈저녁의 구애〉로 제42회 동인문학상을, 2014년 단편소설 〈몬순〉으로 제38회 이상문학상을 수상했다. 현재 명지대학교 문예창작학과 교수(2013~)로 재직 중이다.

## 수상
- 2007년 제40회 한국일보문학상
- 2007년 제5회 자랑스런 문화인상
- 2009년 제10회 이효석문학상
- 2010년 제18회 오늘의 젊은 예술가상(문학부문)
- 2012년 제42회 동인문학상
- 2014년 제38회 이상문학상
- 2015년 제60회 현대문학상

## 저서

### 소설집
- 《아오이가든》 (문학과지성사, 2005년, 2023년)
- 《사육장 쪽으로》 (문학동네, 2007년, 2021년)
- 《저녁의 구애》 (문학과지성사, 2011년)
- 《밤이 지나간다》 (창비, 2013년)
- 《소년이로》 (문학과지성사, 2019년)
- 《어쩌면 스무 번》 (문학동네, 2021년)

### 장편소설
- 《재와 빨강》 (창비, 2010년, 2023년)
- 《서쪽 숲에 갔다》 (문학과지성사, 2012년)
- 《선의 법칙》 (문학동네, 2015년)
- 《홀》 (문학과지성사, 2016년)
- 《죽은 자로 하여금》 (현대문학, 2018년)

### 공동저서
- 《열 장의 이야기와 다섯 편의 시》 (미디어버스, 2020년)
- 《술과 농담》 (시간의 흐름, 2021년)
- 《놀이터는 24시》 (자이언트북스, 2021년)
- 《망각의 도시》 (현대문학, 2023년)
- 《음악소설집》 (프란츠, 2024년)